# Palaeoglaux
Palaeoglaux — рід вимерлих сов, єдиний у родині Palaeoglaucidae. Мешкав в еоцені в Європі. Скам'янілі рештки виду знайдені у Мессельському кар'єрі в Німеччині та Фосфоритах Керсі у Франції.
Реконструкція відбитків пір'я показало, що на спині птах мав вузьке стрічкоподібне пір'я. Подібне пір'я трапляється у шлюбному вбранні деяких сучасних птахів, коли самці хизуються стрічкоподібним яскравим пір'ям перед самками, але таке невідоме серед нічних птахів. Науковці вважають це доказом денного способу життя Palaeoglaux, адже яскраве стрічкоподібне пір'я не потрібне вночі.